# Aidablennius
Aidablennius is een monotypisch geslacht van straalvinnige vissen uit de familie van naakte slijmvissen (Blenniidae). Het geslacht is voor het eerst wetenschappelijk beschreven in 1947 door Whitley.

## Soorten
De volgende soort is bij het geslacht ingedeeld:
- Aidablennius sphynx (Valenciennes, 1836)